# Проєнь
Проєнь, Проєні (рум. Proieni) — село у повіті Вилча в Румунії. Адміністративно підпорядковане місту Брезой.
Село розташоване на відстані 176 км на північний захід від Бухареста, 28 км на північ від Римніку-Вилчі, 120 км на північ від Крайови, 109 км на захід від Брашова.

## Населення
За даними перепису населення 2002 року у селі проживала 101 особа, усі — румуни. Усі жителі села рідною мовою назвали румунську.